# 등대중학교
등대중학교는 경상남도 창녕군 유어면 우포1대로 285-1 (가항리)에 있었던 중학교이다.

## 연혁
- 1963.04.08 개교
- 1963.05.20 본교사로 이전
- 1964.11.20 학교법인 수운학원 인가(이사장 조여선)
- 1964.12.08 등대중학교 인가
- 1981.01.15 학교법인 수운학원 해산
- 1981.03.01 공립으로 전환
- 1984.11.15 현 신축교사 준공
- 1999.03.01 폐교
- 2021.01.09 아메리카RV CAMP PARK 매입